# Андерссон, Лассе
Лассе Андерссон (дат. Lasse Bredekjær Andersson; род. 11 марта 1994, Вальбю, Копенгаген) — датский гандболист, выступает за гандбольный клуб «Фюксе Берлин» и сборную Дании по гандболу. Олимпийский чемпион 2024 года, двукратный чемпион мира 2021 и 2025 годов, бронзовый призёр чемпионата Европы 2022 года.

## Карьера

### Клубная
Лассе начал играть в датском клубе «FIF Håndbold» в Копенгагене. В декабре 2012 года подписал свой первый профессиональный контракт с «Рингстед». Был признан талантом года в этом сезоне.
С сезона 2013/14 годов он выступал за «Колдинг». В Лиге чемпионов КВЧ 2013/14 годов забил 33 гола в девяти матчах и вышел с командой в 1/8 финала.
Летом 2016 года перешёл в испанский клуб «Барселона».
С лета 2020 года выступал за клуб немецкой бундеслиги «Фюксе Берлин». Контракт был продлен в сентябре 2024 года до 2027 года. С этим клубом выиграл Лигу Европы КВЧ 2022/23 годов.

### Международная карьера в сборной
В составе первой сборной Дании Андерссон дебютировал 5 ноября 2015 года в матче против Франции.
На чемпионате мира 2021 года в Египте Лассе в составе сборной Дании выиграл золотую медаль. Вместе с Данией выиграл серебряную медаль на Олимпийских играх в Токио. На чемпионате Европы 2022 года стал бронзовым призёром. Был в расширенном составе на чемпионате мира 2023 года, но приглашение в основную команду так и не получил.
В августе 2024 года был включён в состав Дании на Олимпийский турнир по гандболу. Сборная Дании одержала уверенную победу на турнире, а игроки сборной стали Олимпийскими чемпионами.
В январе 2025 года принял участие в матчах чемпионата мира, стал двукратным чемпионом в составе своей национальной сборной. 